# Tambun Nabolon
Tambun Nabolon is een bestuurslaag in het regentschap Pematang Siantar van de provincie Noord-Sumatra, Indonesië. Tambun Nabolon telt 5745 inwoners (volkstelling 2010).